# Viktorija Marinovová
Viktorija Marinovová (bulharsky: Виктория Маринова; 19. srpna 1988 – 6. října 2018) byla bulharská televizní moderátorka a novinářka. Byla znásilněna a zavražděna ve věku 30 let. Její smrt vyvolala mezinárodní pobouření a řadu pochybností, neboť Marinovová se věnovala v době své smrti kauzám spojeným s ruským vlivem v Bulharsku.
Marinova byla administrativní ředitelkou TVN Television v Ruse. Pro televizi TVN připravila diskusní program o aktuálním dění nazvaný Detektor. Do první epizody byli pozváni investigativní novináři Dimitar Stojanov a Attila Biró. Hovořili o vyšetřování podvodů s fondy EU spojených s významnými podnikateli a politiky. Druhá epizoda se měla týkat vykolejení vlaku Hitrino, které mělo za následek smrt sedmi lidí a zranění více než 29 dalších. Podle bulharských investigativních novinářů tytéž společnosti, které byly zapleteny do podvodů s fondy EU, také vyhrály veřejnou zakázku na úsek železnice, kde havaroval vlak Hitrino. Mezi podezřelými jsou ruští občané, spojení s bulharskou divizí firmy Lukoil. Tento pořad však Marinovová již neodvysílala. Odpoledne 7. října 2018 bylo její mrtvé tělo nalezeno v parku na břehu řeky v Ruse, který je oblíbeným a frekventovaným místem pro procházky. Byla zbita a znásilněna předtím, než byla zavražděna, k čemuž došlo kolem sobotního poledne. Marinová byla třetím novinářem zabitým v Evropské unii za méně než rok, po Daphne Caruana Galiziové z Malty a Jánu Kuciakovi ze Slovenska.
Zatčen byl 21letý Severin Krasimirov. Přiznal se ke znásilnění i vraždě a 23. dubna 2019 byl odsouzen k 30 letům vězení. Žalobci došli k názoru, že útok byl náhodným sexuálním napadením nesouvisejícím s prací Marinové jako novinářky.